# كلوديا فاغنر
كلوديا فاغنر (بالإنجليزية: Claudia Wagner)‏ هي عارضة أمريكية، ولدت في 23 ديسمبر 1979 في نيويورك في الولايات المتحدة.

## روابط خارجية
- كلوديا فاغنر على موقع دليل عارضات الأزياء (الإنجليزية)